# Fuktigt subtropiskt klimat

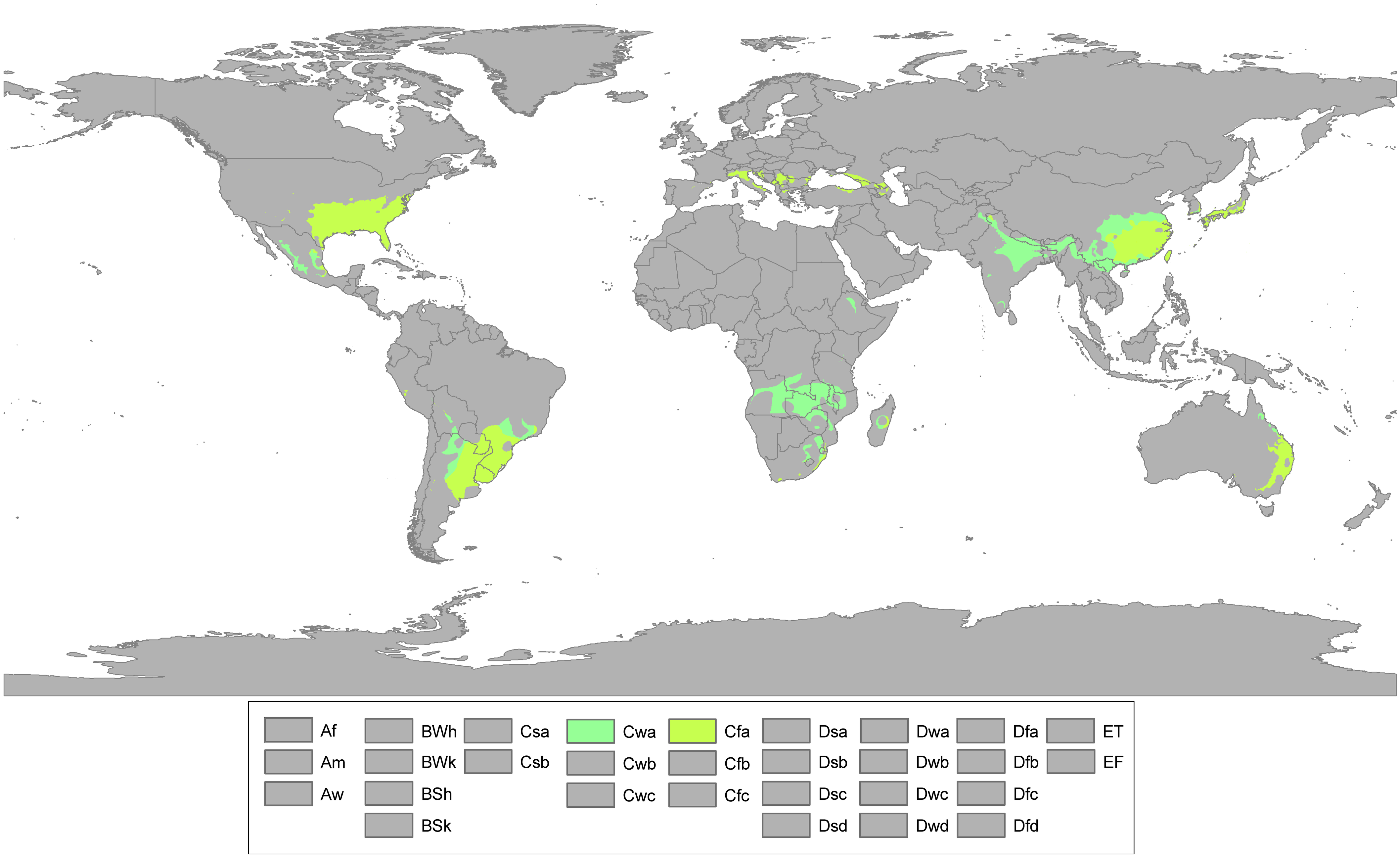
Varma tempererade klimatzoner med heta somrar enligt en modifiering av Köppens klimatklassifikation som använder en tröskel på 0°C för den kallaste månaden.
Cfa
Cwa

Fuktigt subtropiskt klimat är en klimatzon som kännetecknas av varma och fuktiga somrar och milda till kyliga vintrar. Dessa klimatzoner ligger normalt på sydöstra sidan av alla kontinenter, vanligtvis mellan breddgraderna 25° och 35° och ligger i riktning mot polerna från intilliggande tropiska klimat. Många subtropiska klimatzoner brukar ligga på eller nära kustnära platser. I vissa fall sträcker de sig inåt landet, framför allt i Kina och USA.
Enligt Köppens klimatklassifikation beskrivs Cfa- och Cwa-klimat antingen som fuktigt subtropiskt klimat eller som milt tempererat klimat. Medeltemperaturer under den kallaste månaden ligger mellan 0°C och 18°C. Medeltemperaturer under den varmaste månaden är 22°C eller högre. Även om vissa klimatologer har valt att beskriva denna klimattyp som ett "fuktigt subtropiskt klimat", användes denna beskrivning aldrig av Köppen själv . Begreppet fuktigt subtropiskt klimat skapades officiellt under Trewarthas klimatklassifikation. Trewarthasystemet skapades år 1966 som en uppdatering av Köppens klimatklassifikation.